# Stazione di Meana
Stazione di Meana vasútállomás Olaszországban, Meana di Susa településen.

## Vasútvonalak
Az állomást az alábbi vasútvonalak érintik:
- Torino–Modane-vasútvonal

## Kapcsolódó állomások
A vasútállomáshoz az alábbi állomások vannak a legközelebb:
- Stazione di Chiomonte (Stazione di Bardonecchia, Line SFM3)
- Stazione di Bussoleno (Stazione di Torino Porta Nuova, Line SFM3)